# 닛산 블루버드
닛산 블루버드는 일본의 자동차 제조업체 닛산이 1959년부터 2001년까지 생산했던 차량으로, 오랫동안 닛산의 주력 라인업으로 판매되었던 모델이다. 초대 모델은 소형차로 출시되었지만, 세데 교체를 거치면서 차급도 여러번 변경되었다. 이름의 유래는 파랑새이다.

## 1세대(310)

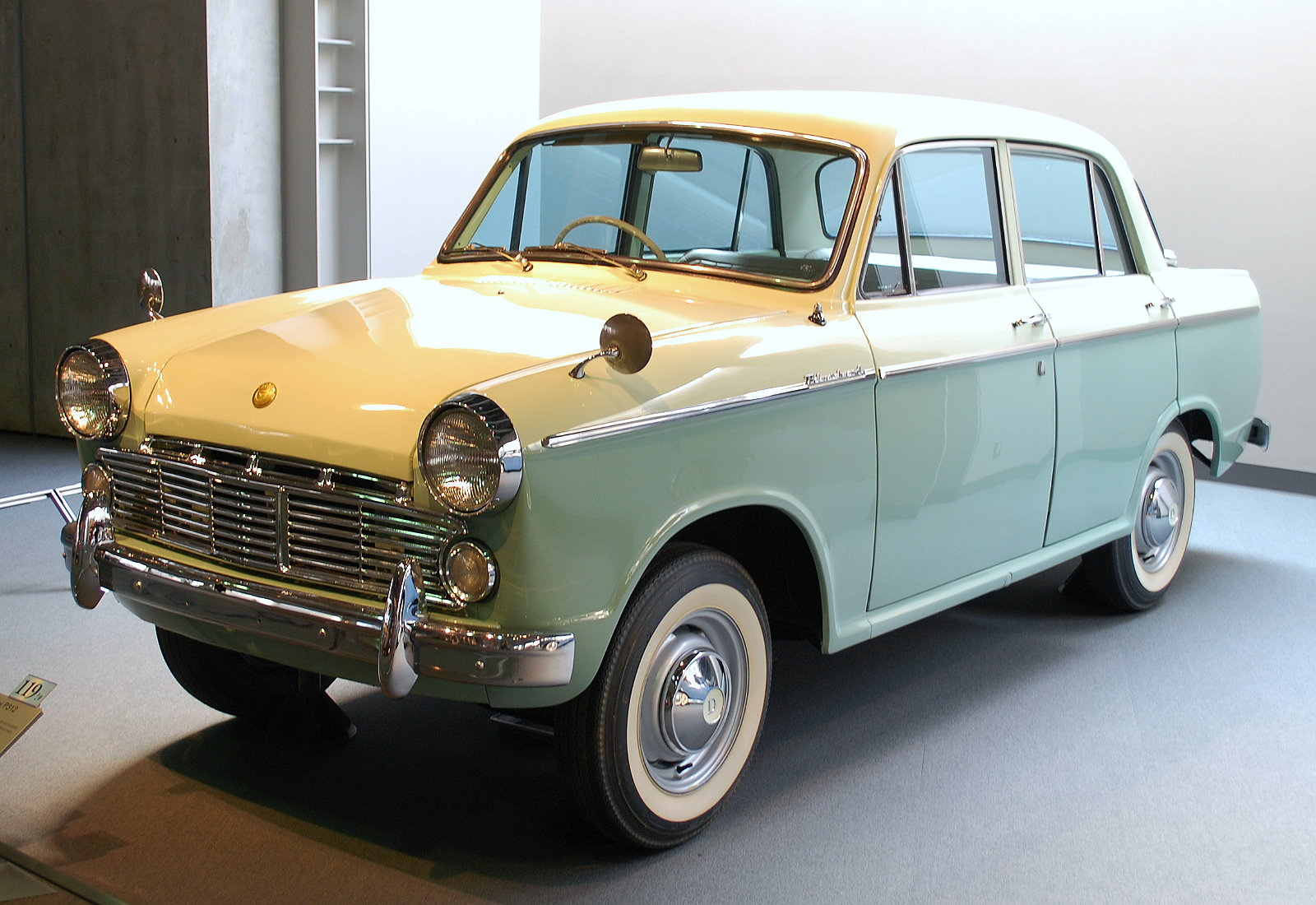
닛산 블루버드 정측면

1959년에 출시되어 1963년까지 생산되었다. 대한민국에서도 새나라자동차에서 블루버드를 1962년부터 1963년까지 판매한 적이 있다.

## 2세대(410)

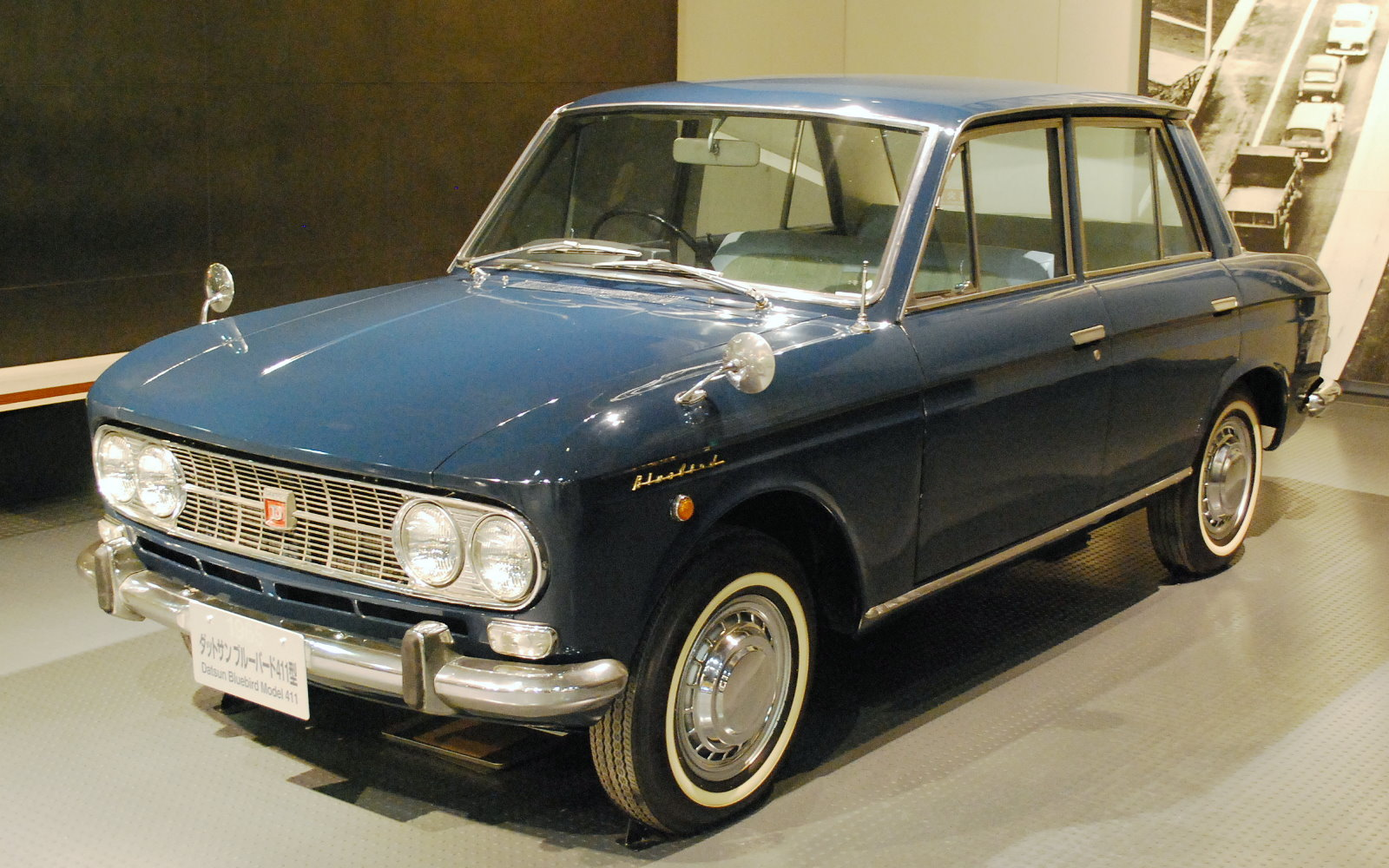
닛산 블루버드 정측면

1963년에 출시되어 1967년까지 생산되었다. 역대 블루버드 중에서 마지막으로 소형차로 나온 모델이다. 1967년 3세대 블루버드에게 자리를 물려주고 단종되었다.

## 3세대(510)

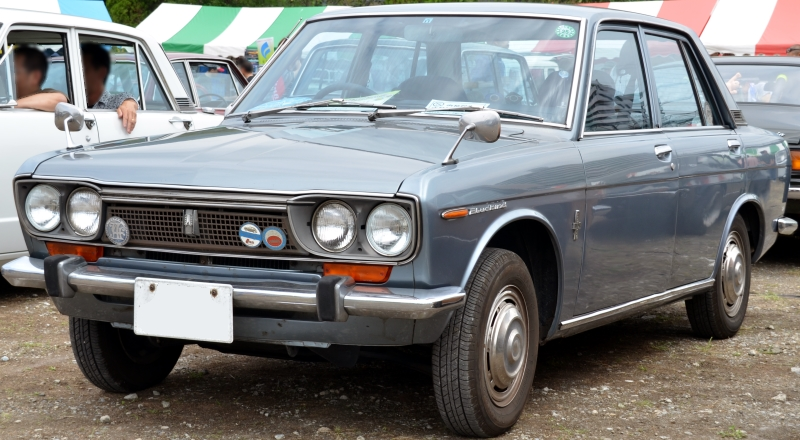
닛산 블루버드 정측면

1967년에 출시되어 1972년까지 생산되었다. 기존의 2세대인 소형차와는 달리, 3세대부터는 중형급으로 탈바꿈하였다. 1971년에 4세대 블루버드가 출시된 이후에도 1972년 12월에 단종되었다.

## 4세대

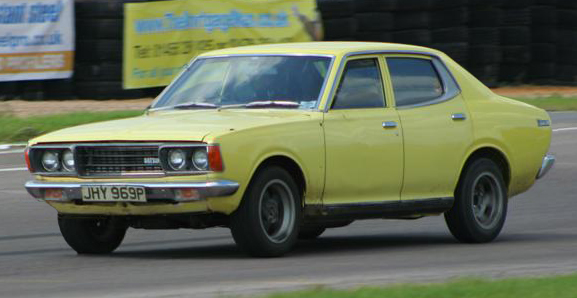
닛산 블루버드(4세대) 정측면

1971년에 출시되어 1976년까지 생산되었다. 1976년에는 5세대 블루버드에게 자리를 물려주고 단종되었다.

## 5세대(810)

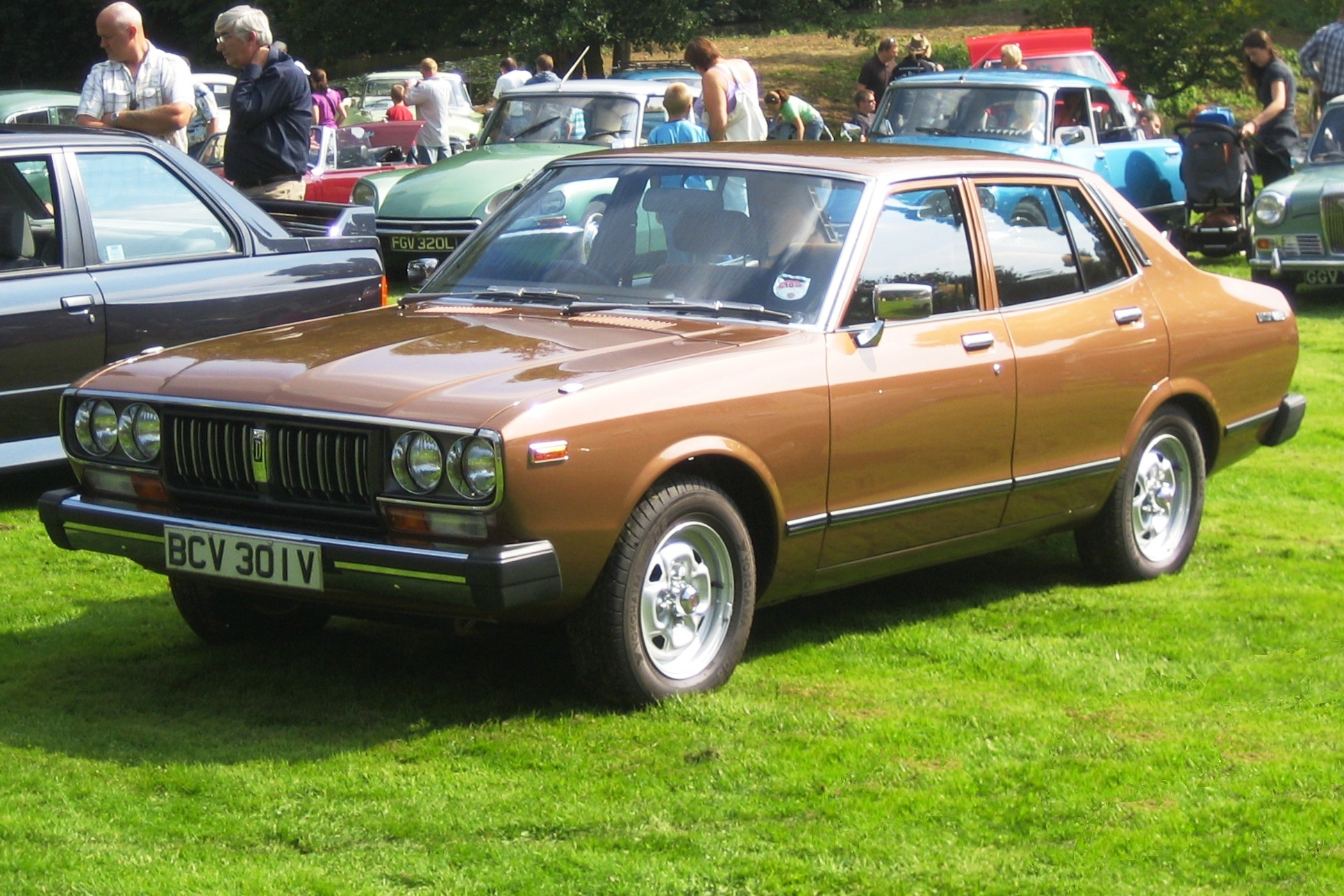
닛산 블루버드 정측면

1976년에 출시되어 1979년까지 생산되었다. 1978년 9월에 페이스 리프트를 거쳐 환형 4등식 헤드 램프에서 각형 4등식 헤드 램프로 변경되었다. 오일 쇼크와 배기 가스 규제 대응으로 인한 뒤늦은 출시와 6세대 블루버드의 조기 출시 때문에 역대 블루버드 중에서 단명한 비운의 차종이다.

## 6세대(910)

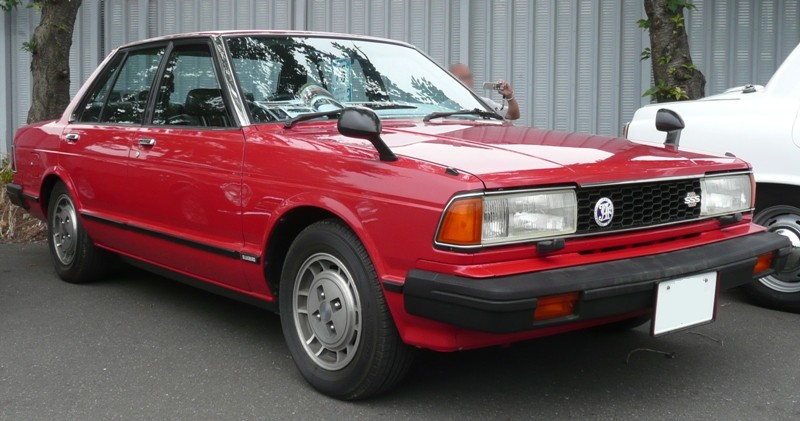
닛산 블루버드 정측면

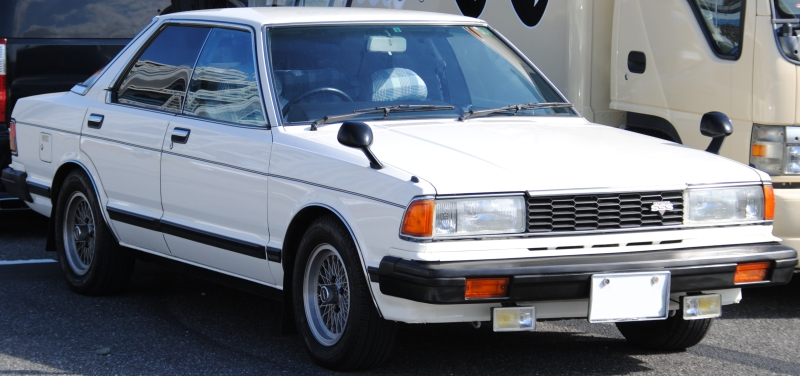
닛산 블루버드(하드 탑) 정측면

1979년 11월에 출시된 6세대는 쿠페, 세단, 하드탑 등이 있으며 6세대 블루버드를 기반으로 한 블루버드 맥시마가 1981년부터 1984년까지 판매되었다. 역대 블루버드 중 마지막으로 후륜구동을 채택하였다.

## 7세대(U11)

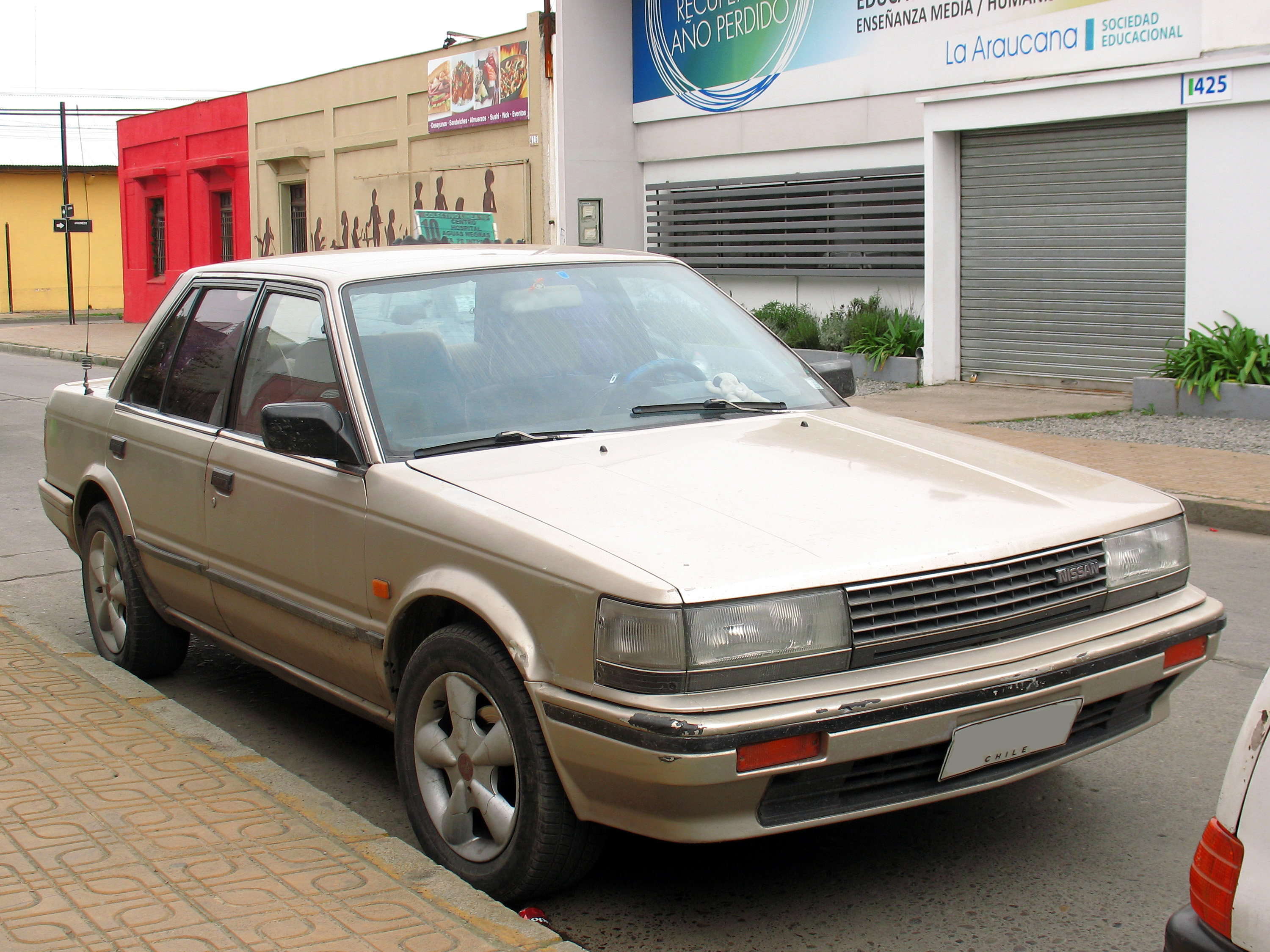
닛산 블루버드 정측면

1983년 10월에 나온 7세대는 전륜구동으로 변경되었고, 세단과 왜건 등이 있다. 1987년에 8세대가 나왔지만 왜건은 1990년까지 생산되었다.

## 8세대(U12)

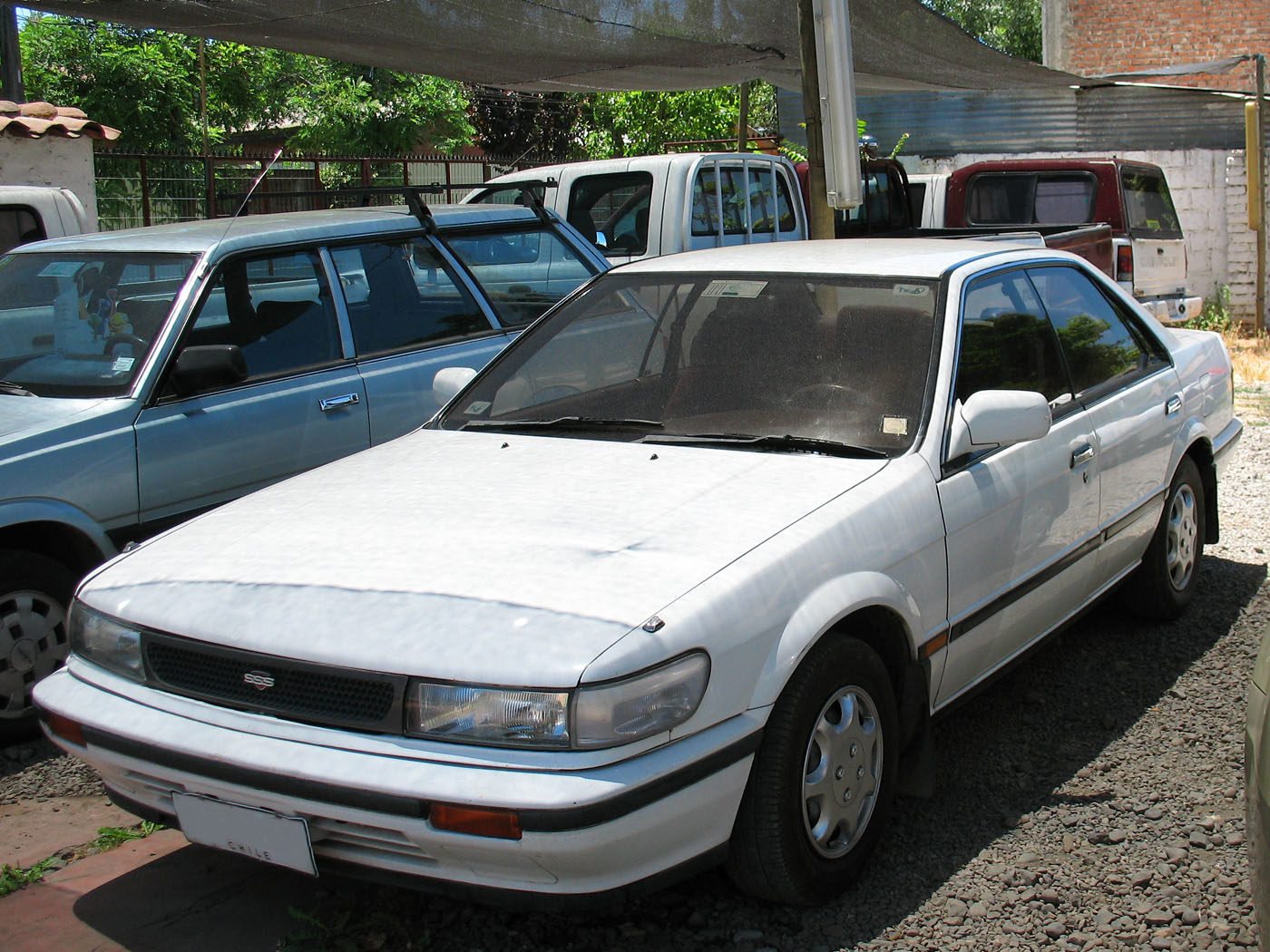
닛산 블루버드 정측면

1987년에 출시되어 1991년까지 생산되었다.

## 9세대(U13)

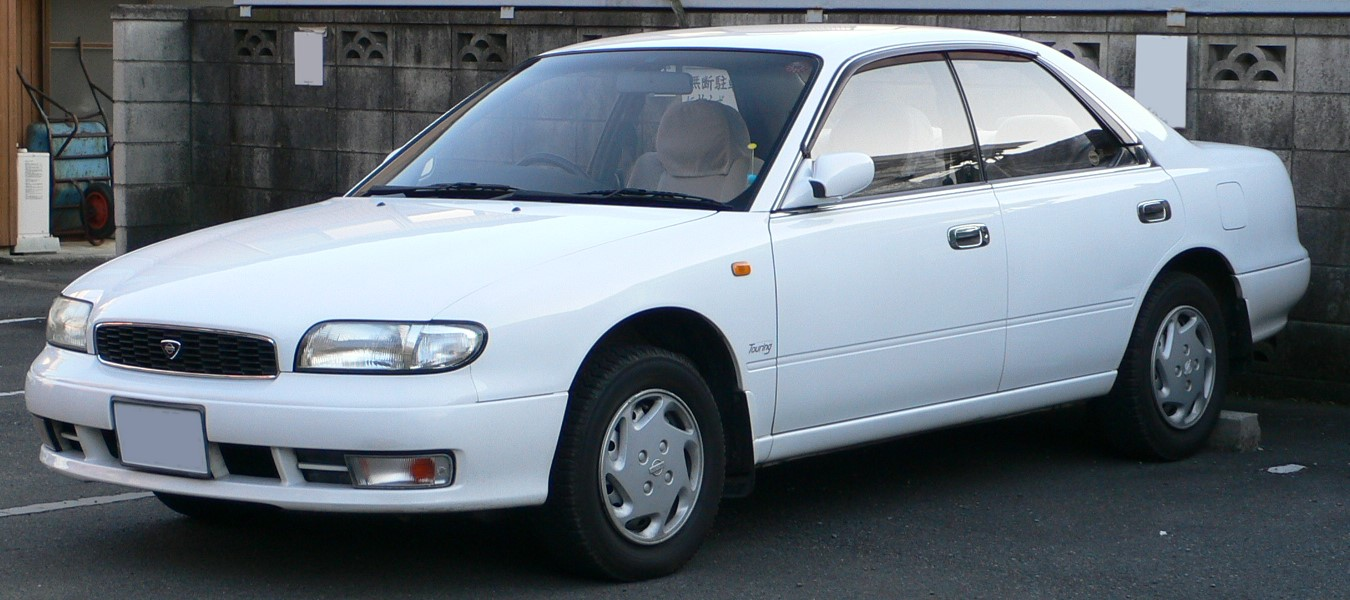
닛산 블루버드 정측면

1991년에 출시되어 1995년까지 생산되었다. 북미 시장에서는 현지화를 거쳐 알티마로 판매되었고, 오세아니아 시장에서도 출시되었으며 유럽 시장에서는 프리메라가 대신 판매되고 있었기 때문에 도입되지 않았다.

## 10세대(U14)

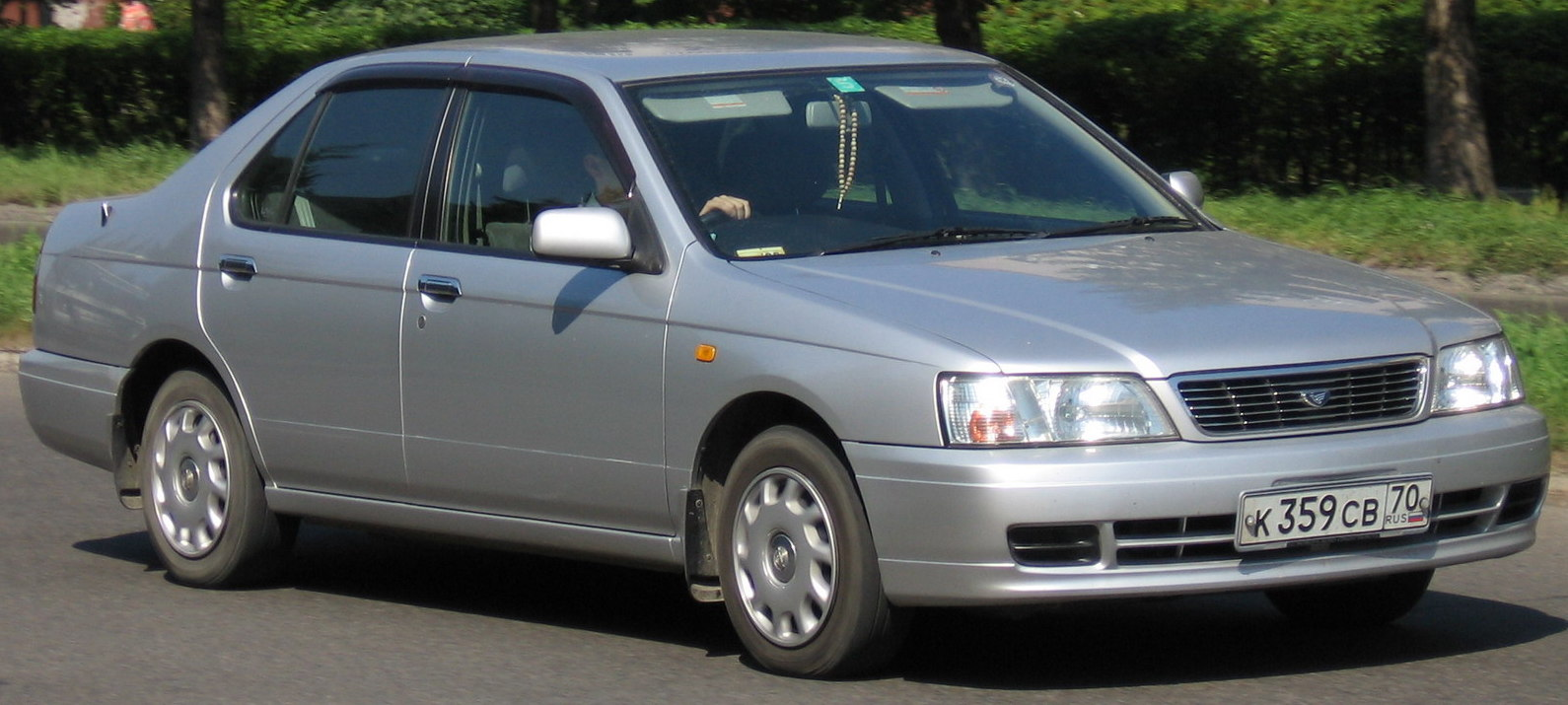
닛산 블루버드 정측면

1996년에 출시되었으며, 보다 포괄적인 소비자층 공략을 위해 전작인 9세대 블루버드보다 보수적이고 대형차스러운 디자인이 되었다. 2000년에 후속 차종인 블루버드 실피가 출시되었음에도 불구하고, 병행 판매를 하다 2001년에 단종되었다.